# NGC 2624
NGC 2624 je galaksija u zviježđu Raku.

## Vanjske poveznice
- SEDS: NGC 2624